# Sélune

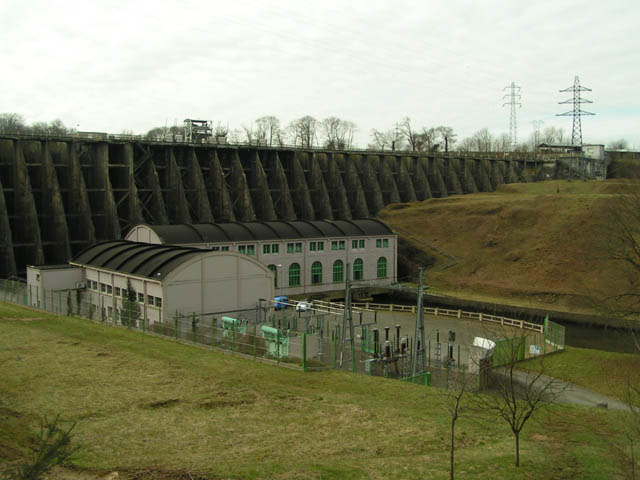
Vezins stuwdam in de Sélune (gesloopt in 2020)

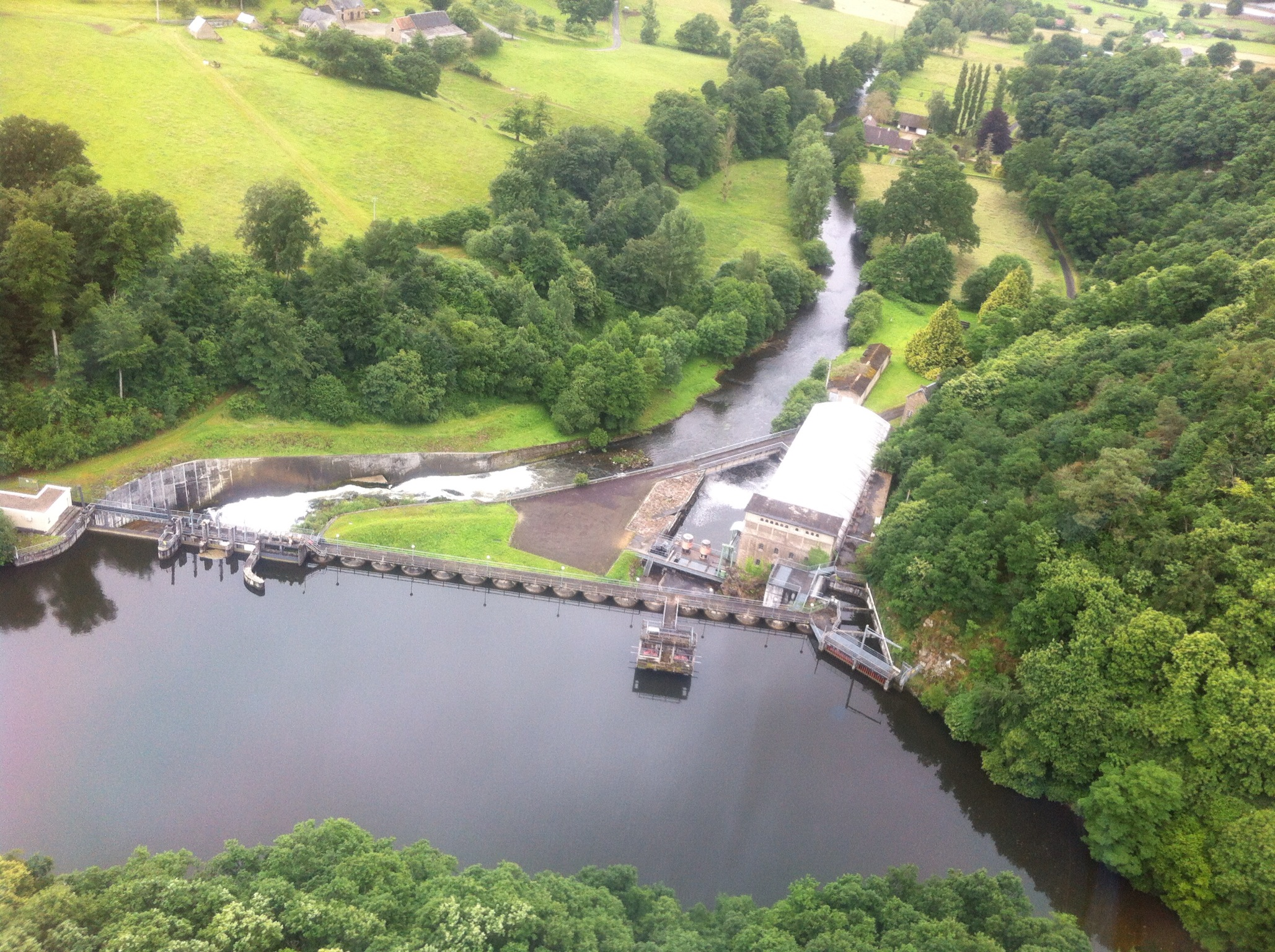
La Roche Qui Boit

De Sélune is een rivier in Normandië, Frankrijk. Hij ontspringt te Saint-Cyr-du-Bailleul en mondt in de baai van de Mont Saint-Michel uit in Het Kanaal. De voornaamste zijrivier is de Déron te Saint-Hilaire-du-Harcouët.
De Sélune ontspringt op een hoogte van ongeveer 175 meter bij Saint-Cyr-du-Bailleul. Het stroomt vwiwel in een rechte lijn van oost naar west west en berikt bij Saint-Hilaire-du-Harcouët een hoogte van 64 meter. Het vormt dan twee kunstmatige meren, Grand Lac en Petit Lac. Na de stuwdam van La Roche Qui Boit is de hoogte gereduceerd naar 19 meter. Vervolgens gaat het naar het noordwesten en passeert het Ducey, waar het zich in verschillende armen splitst. Bij Pontaubault mondt het uit in de baai van Mont Saint-Michel.
In de rivier lagen twee waterkrachtcentrales, Vezins en La Roche Qui Boit. De centrales met stuwdammen zijn in gebruik sinds de jaren 1920 en 1930. In de loop der jaren zijn de reservoirs gevuld met sediment, waardoor de opslagcapaciteit is afgenomen en de elektriciteitsproductie gedaald. In de zomer werd in het water vaak giftige blauwalgen aangetroffen met een gevaar voor de volksgezondheid. Om deze redenen heeft de Franse regering in november 2017 officieel ingestemd met het verwijderen van de 36 meter hoge Vezins en 16 meter hoge La Roche Qui Boit-dammen. De sloop van de dammen is in het voorjaar van 2019 gestart. In 2020 was de grootste van de twee, Vezins, gesloopt en de sloop van La Roche Qui Boit wordt in 2022 afgerond.